# اندیس مرمریت (فلامرز بهمنی)
مرمریت (فلامرز بهمنی) یک اندیس مصالح ساختمانی است که در حوالی شهر سوریان استان فارس قرار دارد و مادهٔ معدنی موجود در آن، مرمریت است. سنگ میزبان این اندیس آهک و مارن است و دیرینگی آن به دوران پالئوژن می‌رسد.